# Chiền chiện bụng hung
Prinia inornata là một loài chim trong họ Cisticolidae.